# Franz Xaver Kroetz
Franz Xaver Kroetz (pronunciación en alemán: /fʁant͡s ˈksaː.vɐ kʁœt͡s/ⓘ; Múnich, 25 de febrero de 1946) es un escritor, dramaturgo, actor y director de cine alemán. Sus obras de teatro han sido traducidas y representadas a nivel internacional.

## Vida
Kroetz aprendió actuación en una escuela en Múnich y en el Seminario Max Reinhardt en Viena. También trabajó como jornalero y participó de manera activa en el partido político alemán DKP, Partido Comunista Alemán, entre 1971 y 1980.
Kroetz saltó a la fama cuando el estreno de sus obras Heimarbeit (Trabajo doméstico ) y Hartnäckig (Persistente) fue interrumpido por neofascistas en 1971. Sus obras de teatro de la década de 1970 retrataban a personas que se habían quedado sin habla a raíz de su propia miseria social. En la obra Das Nest (El nido), el protagonista es un camionero a quien su jefe le da la orden de arrojar desechos tóxicos a un lago, ensuciando de esta manera su "nido". Escribió un libreto basado en su obra Stallerhof (1971) para una ópera homónima que compuso Gerd Kühr en 1987/88. La opera se estrenó en la primera Bienal de Múnich en 1988. La obra de teatro se presentó en el Burgtheater en 2010 con la dirección de David Bösch.

En su libro Franz Xaver Kroetz The Construction of a Political Aesthetic, Michelle Mattson de la Universidad de Columbia resume:
Franz Xaver Kroetz - cortador de bananos, camillero de hospital, principiante de actor y, de manera más significativa, el dramaturgo contemporáneo más popular de Alemania en los setenta y principios de los ochenta. Este estudio, que sitúa la estética de Kroetz en un contexto político, se centra en cuatro obras de teatro que marcan hitos de crisis en su desarrollo de una estética política.
Kroetz fue libretista de las series de televisión Tatort, Spiel mit Karten en 1980 y Wolf im Schafspelz en 2002. Es recordado también por su papel como el columnista de chismes 'Baby' Schimmerlos (aproximadamente 'Baby Despistado') en la serie de televisión Kir Royal. Sus ingresos como actor le permitieron escribir sin tener que preocuparse por el dinero.
Kroetz ha recibido varios premios, entre ellos la Orden del Mérito de la República Federal de Alemania en 2005.
Entre 1992 y 2005, Kroetz estuvo casado con la actriz Marie-Theres Relin. Tienen tres hijos. Para 2011, Kroetz vivía entre Chiemgau y Tenerife.

## Traducciones
En 1976, Michael Roloff tradujo algunas de las obras de Kroetz al inglés, a saber, Stallerhof (Farmyard), Michis Blut (Michi's Blood), Männersache (Men's Business) y Ein Mann ein Wörterbuch (A Man a Dictionary). Roger Downey tradujo al inglés Wunschkonzert (Request Concert), Durch die Blätter (Through the Leaves, la versión final de Men's Business) y Das Nest (The Nest). Algunas de las obras de Kroetz se han representado en el Reino Unido, por ejemplo, en 2002, Through the Leaves en el Southwark Playhouse, en los Estados Unidos, por ejemplo, en 1982, Michi's Blood en Nueva York, así como en Australia.
Asimismo, algunas obras de Kroetz se han traducido al francés y se han representado en Francia.

## Premios y honores
- 2005 Orden al Mérito de la República Federal de Alemania
- 1976 Mülheimer Dramatikerpreis (inaugural)

## Obras de teatro selectas
- Wildwechsel, estrenada en 1971 Theatre Dortmund
- Heimarbeit (trabajador a domicilio o trabajo a domicilio), estrenado 1971 Teatro de Cámara de Múnich
- Michis Blut Un Réquiem in bávaro, estrenada en 1971 pro T München
- Hartnäckig (persistente), estrenada en 1971 Teatro de Cámara de Múnich
- Dolomitenstadt Lienz farsa con canción (música: Peter Zwetkoff), estrenada en 1972 Schauspielhaus Bochum
- Männersache, estrenada en 1972 Landestheater Darmstadt
- Stallerhof, estrenada en 1972 Deutsches Schauspielhaus Hamburg
- Globales Interesse, estrenada en 1972 Bayerisches Staatsschauspiel
- Oberösterreich, estrenada en 1972 Städtische Bühnen Heidelberg
- Lieber Fritz, estrenada en 1975 Landestheater Darmstadt
- Männersache, 1972
- Wunschkonzert (Concierto de petición), estrenada en 1973 Württembergisches Staatstheater Stuttgart
- Maria Magdalena basada en Friedrich Hebbel, estrenada en 1973 Städtische Bühnen Heidelberg
- Geisterbahn, estrenada en 1975 Ateliertheater am Naschmarkt Wien
- Das Nest (El nido), estrenada en 1975 Modernes Theatre München
- Ein Mann ein Wörterbuch (nueva versión de Männersache), estrenada en 1976 Ateliertheater am Naschmarkt Wien 1976
- Agnes Bernauer, estrenada en 1977 Leipziger Theatre
- Mensch Meier (Tom Fool), estrenada en 1978, texto visto en Brasil, obra representada por primera vez en Düsseldorf[8]
- Nicht Fisch nicht Fleisch, estrenada en 1981 Düsseldorfer Schauspielhaus
- Münchner Kindl, estrenada en 1983 Theater k en Schwabinger Bräu München
- Der stramme Max, estrenada en 1980 Bühnen der Stadt Essen, Ruhrfestspiele

## Series de televisión selectas
- Serie "Kir Royal"; esta serie fue producida por la WDR desde 1984/85 pero apareció por primera vez en 1986.

## Premios
- 1972 - Deutscher Kritikerpreis
- 1974 - Hannoverscher Dramatikerpreis
- 1976 - Mülheimer Dramatikerpreis para Das Nest
- 1985 - Ernst-Hoferichter-Preis
- 1995 - Bertolt-Brecht-Literaturpreis
- 1996 - Oberbayerischer Kulturpreis
- 2005 - Orden al Mérito de la República Federal de Alemania
- 2007 - Marieluise-Fleißer-Preis
- 2008 - Premios Bávaros del Cine por Die Geschichte vom Brandner Kaspar